# Cheliosea cosmeta
Cheliosea cosmeta là một loài bướm đêm thuộc phân họ Arctiinae, họ Erebidae.